# Ваннуччини, Луиджи
Луиджи Ваннуччини (итал. Luigi Vannuccini; 4 декабря 1828, Фойяно-делла-Кьяна — 14 августа 1911, Монтекатини) — итальянский дирижёр и музыкальный педагог.

## Биография
Начинал свою карьеру как скрипач, играл в различных театральных оркестрах (в частности, был концертмейстером оркестра болонского Театро Коммунале при премьере оперы Верди «Травиата» в 1858 г.). Затем работал как дирижёр с различными оперными театрами.
Вторую половину жизни преподавал во Флоренции, преимущественно вокалистам. Среди учеников Ваннуччини были известные певцы: американцы Дэвид Биспем, Чарлз Маршалл, Деннис О’Салливан, Майрон Уитни и его сын Уильям Уитни, немка Мария Ганфштенгль, ирландец Гарри Планкет Грин, итальянцы Аличе Барби, Франческо Пандольфини и Франческо Таманьо, русская певица Надежда Салина, а также композиторы Ладзаро Уциелли и Реджинальд Де Ковен.
Автор ряда вокальных пьес и методических пособий — например, «Шестнадцать маленьких упражнений для голоса, на слова Метастазио» (итал. Sedici piccoli studi per canto su parole del Metastasio).